# Pałac w Żelaźnie
Pałac w Żelaźnie (niem. Schloss Eisersdorf) –  pałac z XVIII w. we wsi Żelazno (województwo dolnośląskie), wpisany do rejestru zabytków nieruchomych województwa dolnośląskiego.
Obiekt położony w północnej części wsi w gminie Kłodzko.

## Historia
Zabytkowy pałac w Żelaźnie został wybudowany w stylu barokowym w latach 1797–1798 przez radcę królewskiego Franza Arbogasta Hoffmanna. Powstał w miejscu poprzedniego dworu spalonego podczas wojny trzydziestoletniej. W 1808 roku został przejęty przez płk. Alberta von Bibersteina, który poślubił wdowę po Hoffmannie.
W 1835 roku pałac został kupiony przez Hermanna Dietricha Lindheima, właściciela m.in. przędzalni, fabryk i hut na Śląsku i w Czechach. Z jego inicjatywy przekopano przez park pałacowy kanał, który doprowadzał wodę z Białej Lądeckiej do urządzeń przędzalni w pobliskich Krosnowicach.
W 1860 roku pałac został sprzedany przez synów zmarłego Lindheima ich szwagrowi – Hugonowi von Löbbeckemu, który przejął także fabryki w Krosnowicach i Ołdrzychowicach. W latach 1869–1871 został przebudowany z inicjatywy Hugona von Löbbeckego przez Karla Schmidta. Ponownie powiększano go w 1883 i 1905 roku. Dostawiono wtedy jedno skrzydło, a fasadę ogrodową ozdobiono reprezentacyjnym portykiem z czterema kolumnami podtrzymującymi balkon. Przebudowy dokonano na zlecenie ówczesnego właściciela rezydencji – Siegfrieda von Löbbecke.
Po II wojnie światowej w pałacu mieściła się składnica muzealna, a od 1952 roku dom wczasowy huty Bobrek. Wtedy to, w latach 1970–1978 gmach był remontowany. Od stycznia 1994 do grudnia 2012 roku obiekt był własnością Centrali Zaopatrzenia Hutnictwa S.A. w Katowicach. Obecnie jego właścicielem jest grupa Tanzanit, która otworzyła w nim hotel 3-gwiazdkowy. Obecnie prowadzone są działania zmierzające do tego, aby na przestrzeni nadchodzących lat odrestaurować budynek i przywrócić mu jego dawną świetność. W tym celu powołano do życia Fundację „Pałac Żelazno”.

## Architektura
Jest to budowla murowana, dwuskrzydłowa z cylindryczną wieżą w narożniku południowo-zachodnim, o układzie dwuipółtraktatowym z wewnętrznym korytarzem, piętrowy z użytkowym poddaszem, nakryty czterospadowymi dachami łamanymi z lukarnami. Elewacje dzielą pary pilastrów stojące na boniowanym parterze. Wejście akcentuje portyk z czterema kolumnami podtrzymującymi taras z kamienną balustradą. Centralnie w portyku fronton z kartuszem zawierającym herby: Hugo von Löbbecke (1827-1901, lewy) i jego żony Klementine von Lindheim (1831-1884, prawy). W części pomieszczeń na parterze zachowały się sklepienia kolebkowe z lunetami i fragmenty neobarokowych dekoracji sztukatorskich. Przetrwało również założenie parkowo-ogrodowe z czasów budowy pałacu.

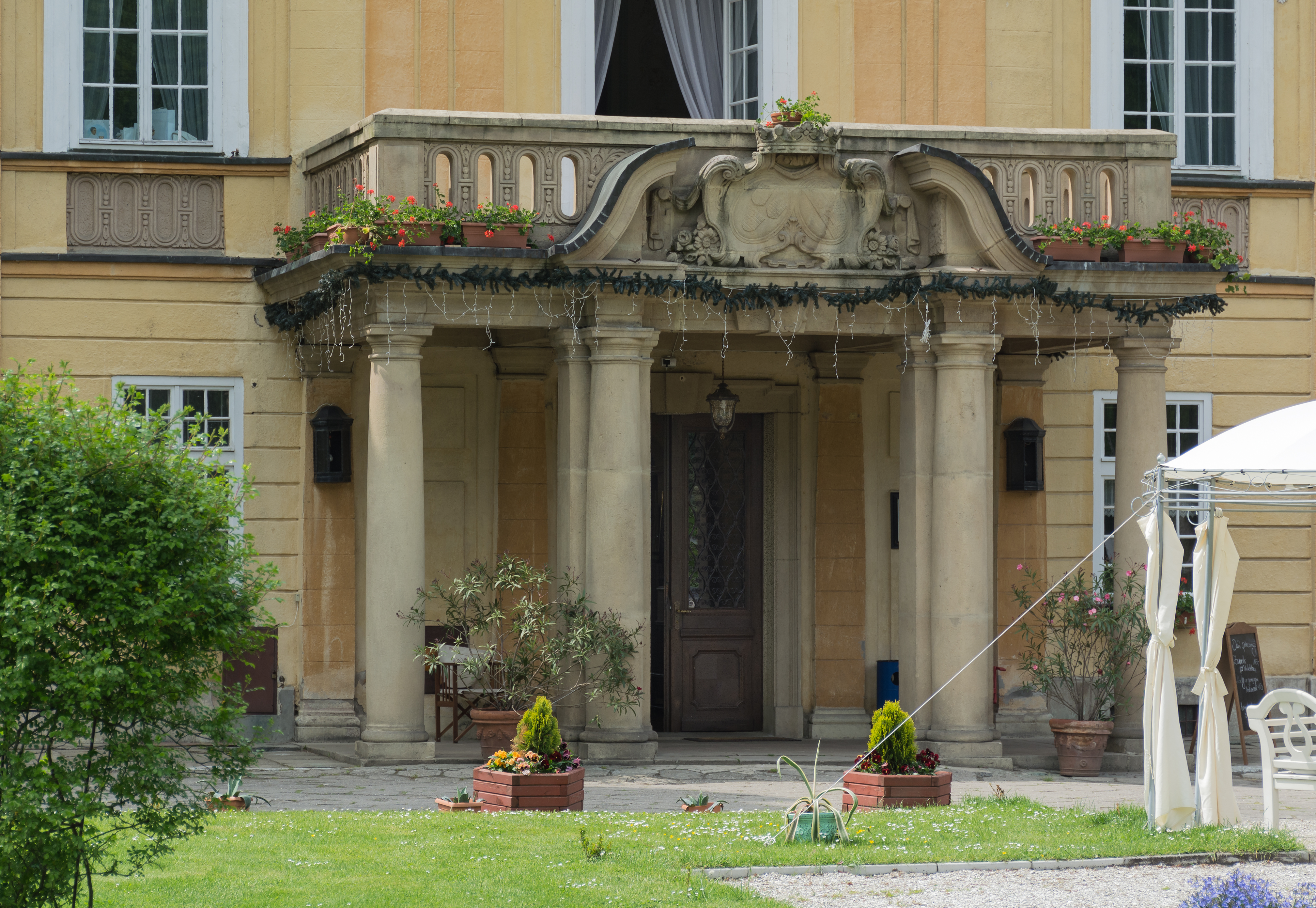
Portyk z herbami
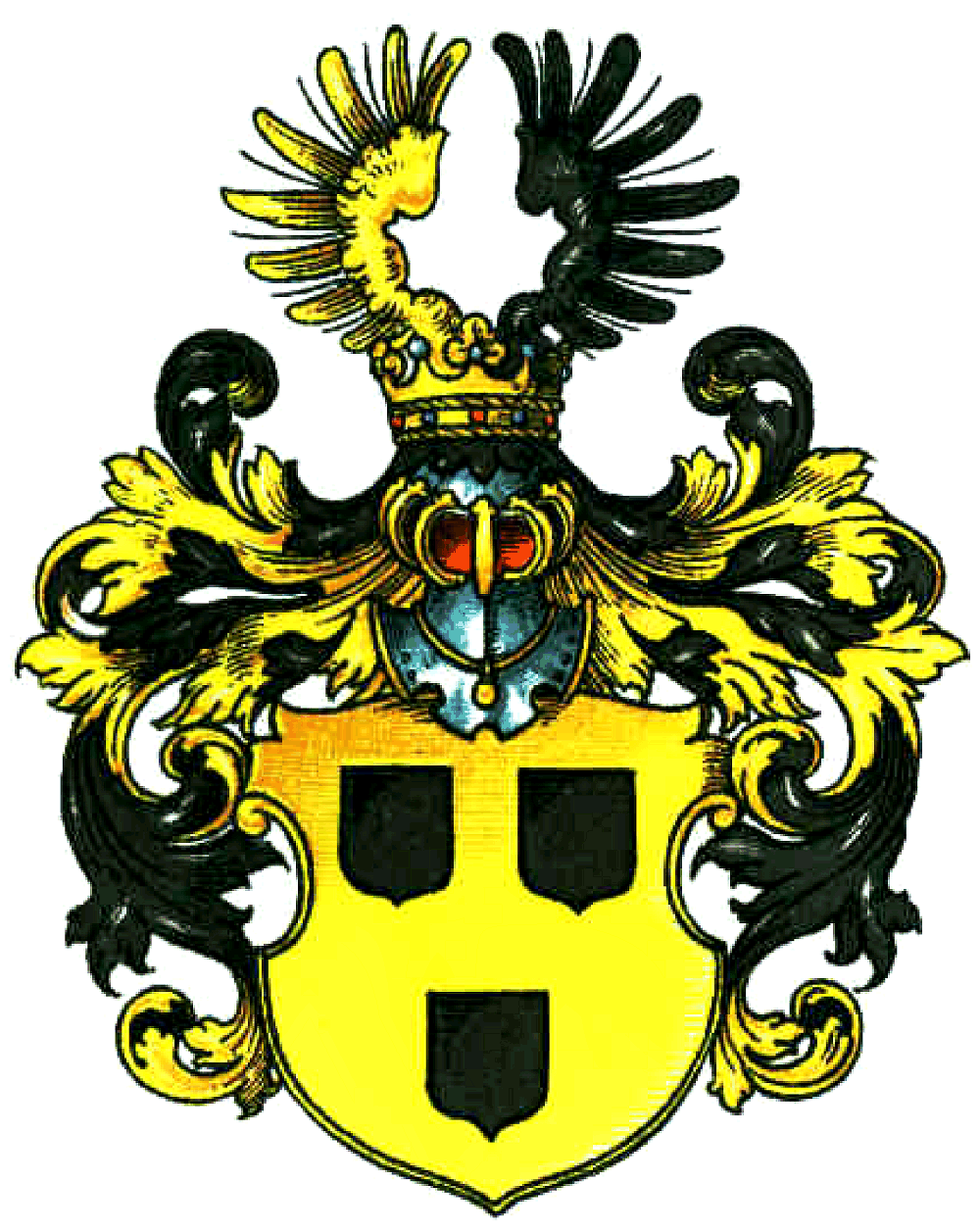
Herb Hugo von Löbbecke
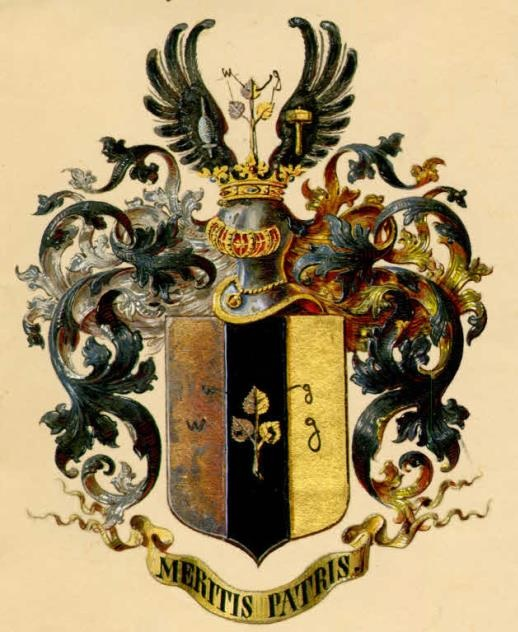
Herb Klementine von Lindheim
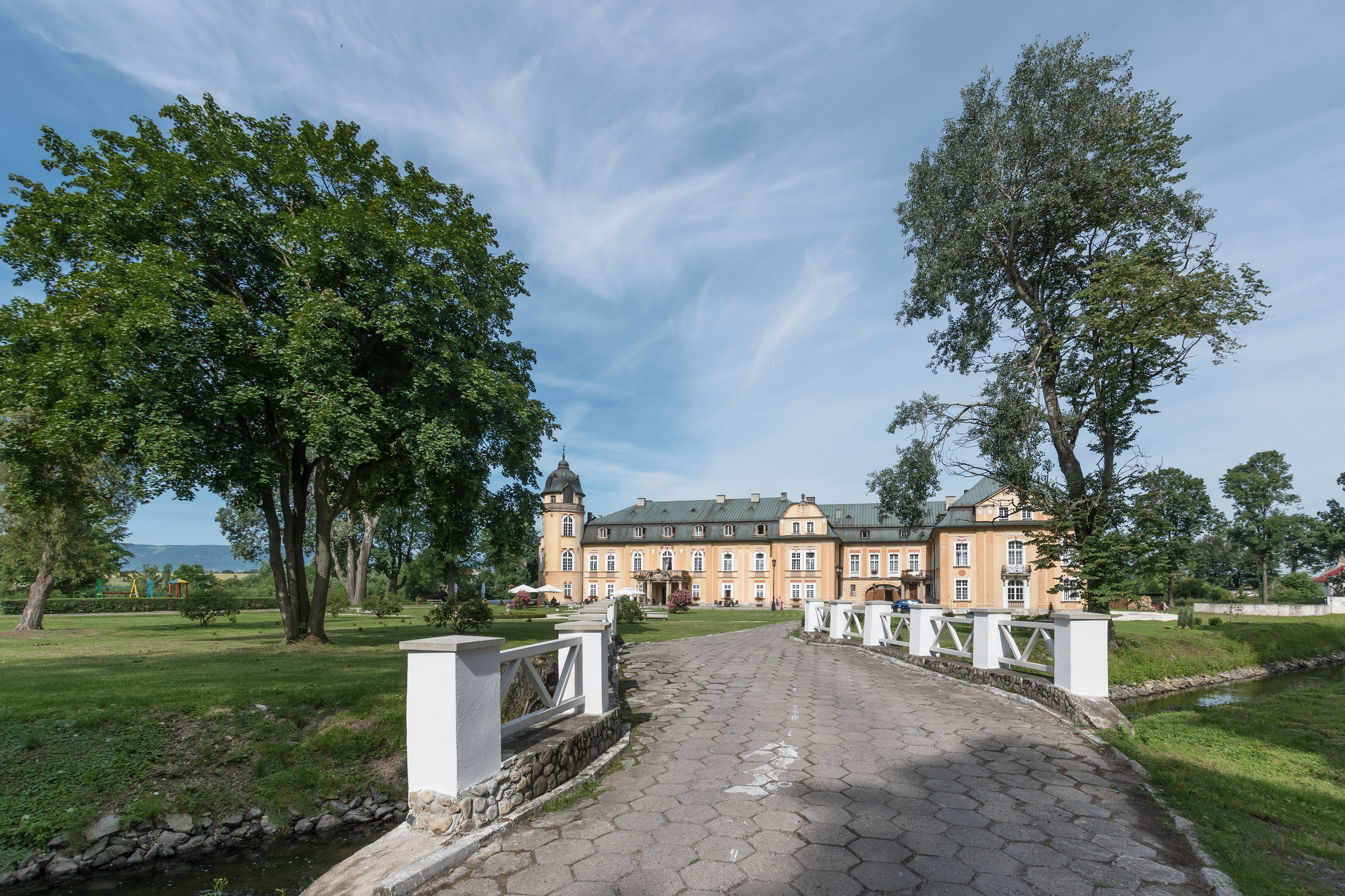
Widok od frontu